# Hello (авиакомпания)
Hello AG (рус. Хелло, «Привет») — бывшая швейцарская чартерная авиакомпания, выполнявшая регулярные рейсы по направлениям Средиземноморья.

## История
Авиакомпания основана в 2003 году, и первоначально задумывалась как регулярный авиаперевозчик, однако с мая 2005 года работала как чартерная авиакомпания.
Штаб-квартира находилась в департаменте Сен-Луи (Франция), что недалеко от Базеля.
Авиакомпания прекратила все полёты с октября 2012 года, объявив об банкротстве.

## Флот
Флот Hello состоял из следующих самолётов (по состоянию на апрель 2012 г.):

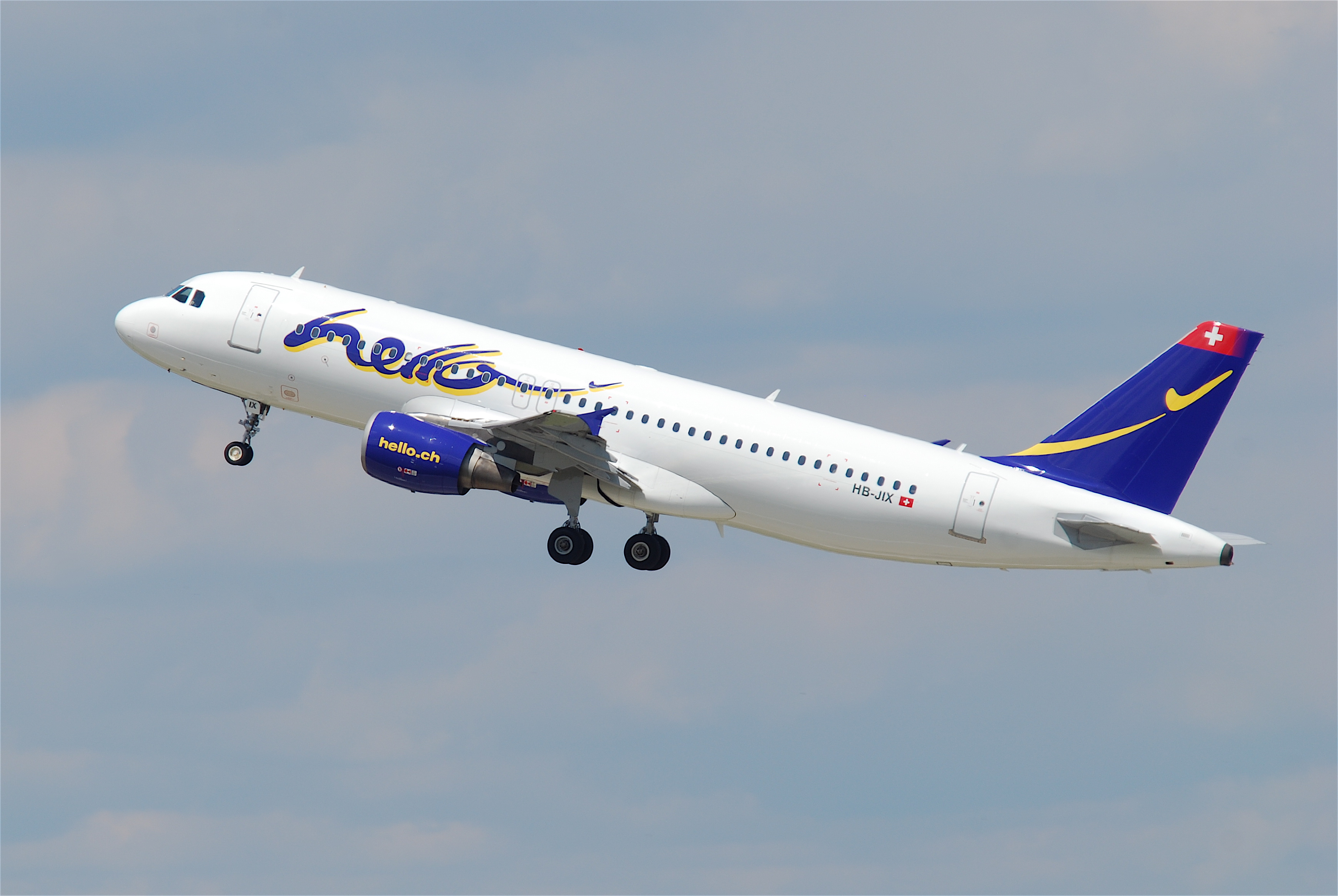
Airbus A320 авиакомпании Hello

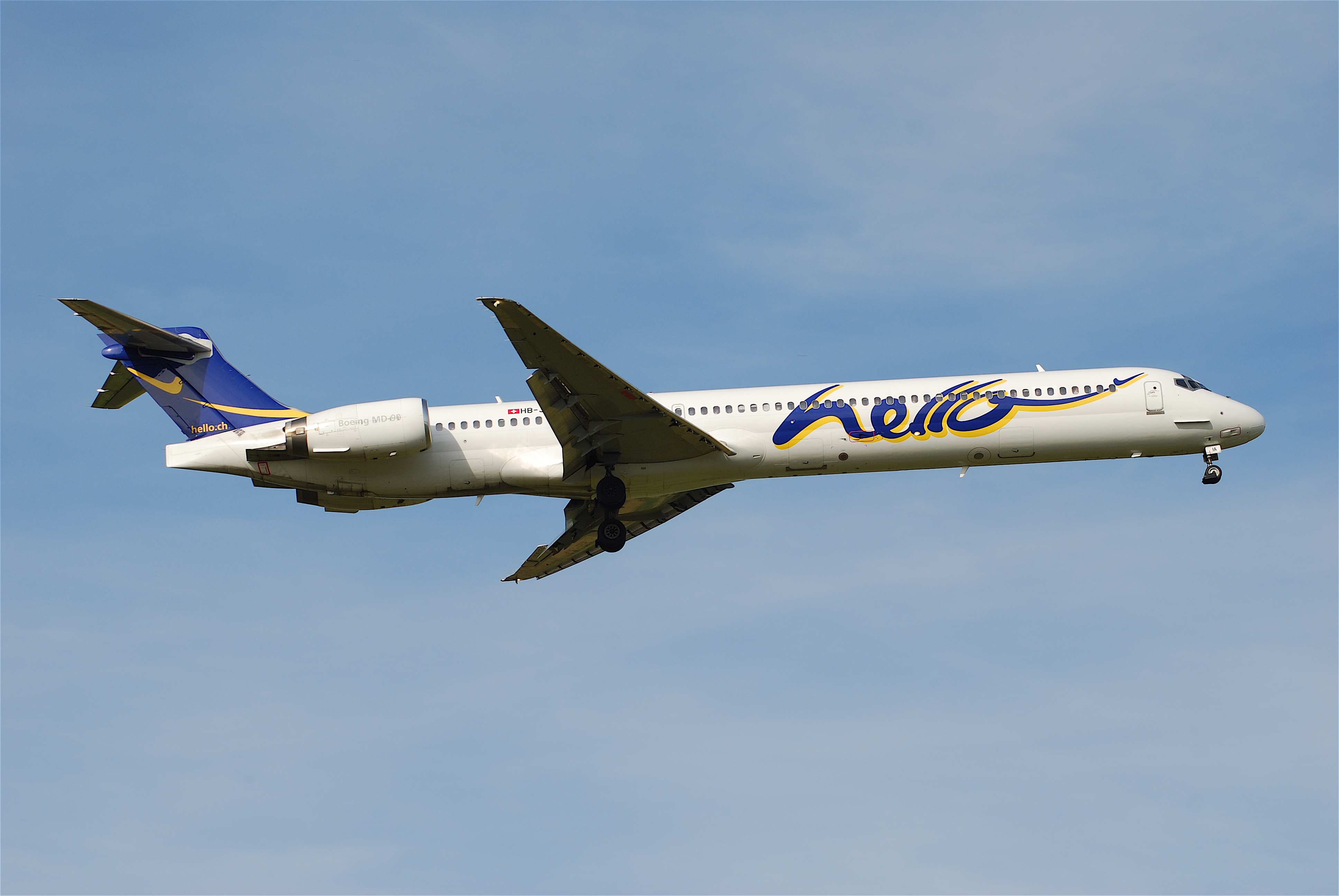
McDonnell Douglas MD-90 в ливрее Hello

- 5 самолётов Airbus A320-200
- 6 McDonnell Douglas MD-90.